# Zero Babu
Zero Babu (Cochín, Kerala; 28 de diciembre de 1939-21 de octubre de 2020) fue un cantante de playback, actor y compositor de música indio. Interpretaba temas musicales para el cine malayalam, durante la década de los años 1980. Fue además actor de teatro convertido y de ahí surgió para convertirse en actor de cine. Su primer tema musical, la interpretó para una película titulada «Kudumbini» en 1964 a la edad de 18 años. Interpretó más de 300 canciones para películas. Estuvo casado y tiene cuatro hijos llamados, Sooraj, Sulfikar, Deepa y Sabitha.

## Filmografía

### Como actor
- Maadatharuvi (1967)
- Kaboolivala (1993)

### Como compositor
- Ponnonathumbikalum Ponveyilum ...	Kurukkante Kalyaanam	1982
- Anuragame En Jeevanilunaroo ...	Kurukkante Kalyaanam	1982
- Manavaattippennorungi ...	Kurukkante Kalyaanam	1982
- En manassil [F] ...	Marakkilorikkalum	1983
- En manassil [M] ...	Marakkilorikkalum	1983
- Nakshathrangal chimmum ...	Marakkilorikkalum	1983

### Como cantante
- Kanninu Kanninu ...	Kudumbini	1964
- Mundoppaadatu Koythinu ...	Bhoomiyile Maalakha	1965
- Aakaashathambalamuttathu ...	Bhoomiyile Maalakha	1965
- Kaivittupoya ...	Bhoomiyile Maalakha	1965
- Pattiniyaal Pallaykkullil ...	Jeevithayaathra	1965
- Vandikkaran Beeran ...	Porter Kunjaali	1965
- Kalyaanam Kalyaanam ...	Station Master	1966
- Kumbalam Nattu ...	Postman	1967
- Maanathekku ...	Karutha Raathrikal	1967
- Paampine Pedichu ...	NGO	1967
- Chakkaravaakku ...	Khadeeja	1967
- Karakaanaakkayalile ...	Aval	1967
- Love in Kerala ...	Love In Kerala	1968
- Aliyaaru Kaakka ...	Ballaatha Pahayan	1969
- Neeyoru Raajaavu ...	Saraswathi	1970
- Vrindaavanathile Raadhe ...	Love Marriage	1975
- Dukhithare ...	Love Letter	1975
- Malayattoor Malayumkeri ...	Thomasleeha	1975
- Premathinu Kannilla ...	Tourist Bunglow	1975
- Kaanthaari ...	Criminals (Kayangal)	1975
- Paalanchum ...	Sthreedhanam	1975
- Uncle Santa Clause ...	Anubhavam	1976
- Aashaane Namukku Thodangam (Maniyan Chettikku) ...	Aval Oru Devaalayam	1977
- Kale Ninne Kandappol ...	Mohavum Mukthiyum	1977
- Muthubeevi ...	Choondakkari	1977
- Maasapadikkare ...	Ithikkarappakki	1980
- Pathinaalam Beharinu (Koottiladachitta painkili) ...	Ithikkarappakki	1980
- Maamoottil Beerante (Komban Meesakkaaran) ...	Ithikkarappakki	1980
- Thinkalkkala Thirumudiyil Choodum ...	Ithikkarappakki	1980
- Thaamarappoovanathile ...	Ithikkarappakki	1980
- Aayilyam ...	Naagamadathu Thampuraatti	1982
- Dukhathin Kaippillaathe ...	Innallenkil Naale	1982
- Swargathil N.O.C ...	Kanmanikkorumma (Ushnabhoomi)	1982
- Sangathi kozhanjallu ...	Visa	1983